# Iluzia iepure-rață

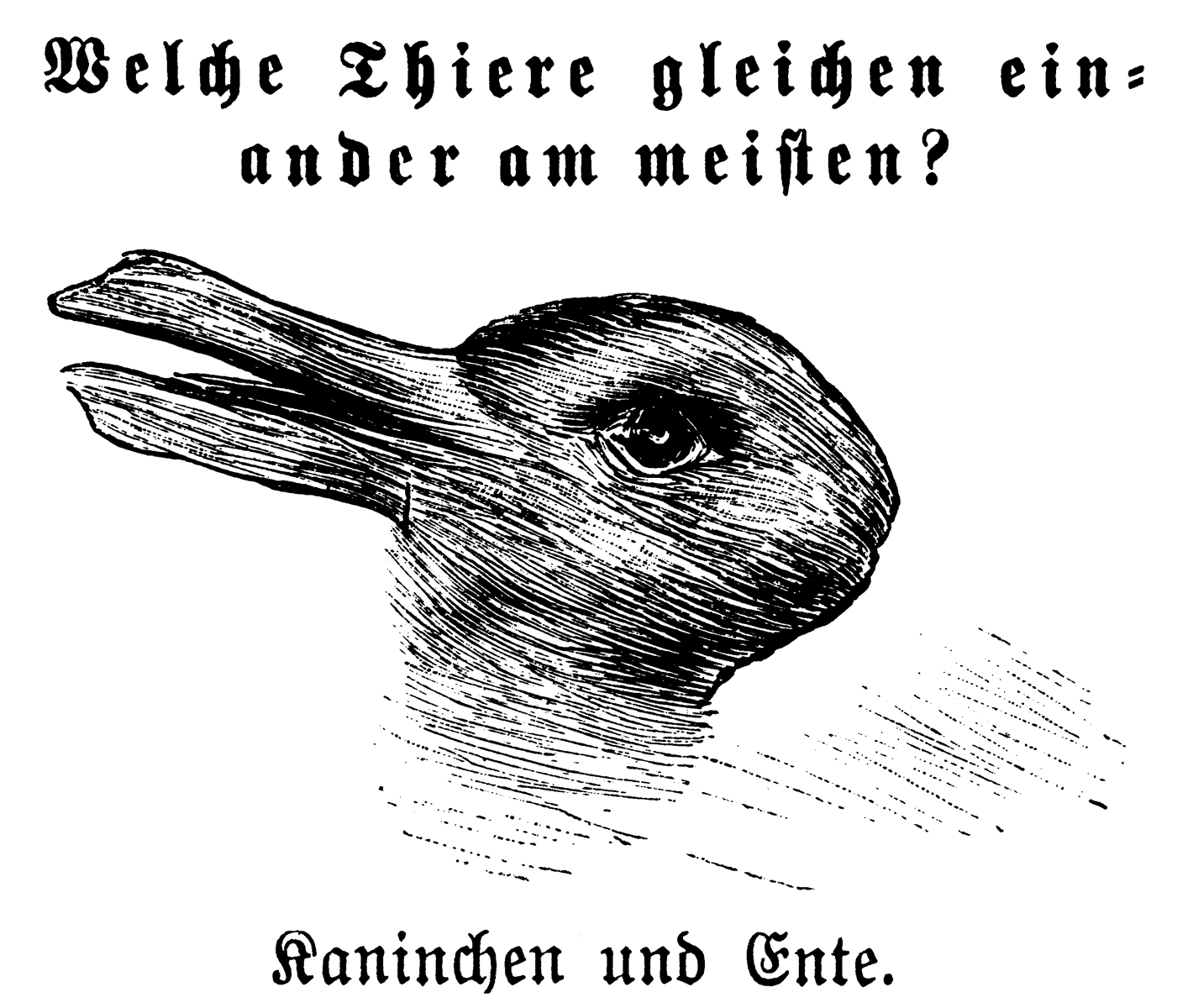
Iluzia iepure-rață

Iluzia iepure-rață sau iluzia lui Jastrow este o imagine ambiguă, care poate fi privită ca un cap de iepure sau ca un cap de rață, dar nu simultan.
Desenul a fost publicat pe 23 octombrie 1892 într-un jurnal satiric din München, Fliegende Blätter, apoi în revista americană Harper's Weekly. Autorul este necunoscut. În anul 1900 psihologul american Joseph Jastrow l-a reprodus în cartea sa Fact and Fable in Psychology (Fapt și Fabulă în Psihologie) pentru a arăta importanța creierului și culturii în percepție. Desenul a fost comentat și de filosoful Ludwig Wittgenstein în Cercetări filozofice și de istoricul de artă Ernst Gombrich în Artă și iluzie.